# Nyctibatrachus karnatakaensis
Nyctibatrachus karnatakaensis är en groddjursart som beskrevs av Dinesh, Radhakrishnan, Manjunatha Reddy och Kotambylu Vasudeva Gururaja 2007. Nyctibatrachus karnatakaensis ingår i släktet Nyctibatrachus och familjen Nyctibatrachidae. IUCN kategoriserar arten globalt som starkt hotad. Inga underarter finns listade i Catalogue of Life.